# كأس الملك عبد الله الثاني لكرة السلة
كأس الملك عبد الله الثاني لكرة السلة (بالإنجليزية: King Abdullah II Cup)‏ هي بطولة كرة سلة يشارك فيها مجموعة من المنتخبات الوطنية، انطلقت في العام 2002  وينظمها الاتحاد الأردني لكرة السلة، يتنافس فيها 8 منتخبات، وتقام مرة كل عام، استمر ذلك حتى العام 2008، ثم توقفت لعامين، وآخر نسخة من البطولة كانت في العام 2011.

## ملخص البطولات
سجل الفائزين في البطولات:
- 2011 :  الأردن
- 2008 :  تونس
- 2007 :  الأردن
- 2006 :  لبنان (نادي الرياضي بيروت)
- 2005 :  لبنان
- 2004 :  الأردن
- 2003 :  مصر
- 2002 :  السعودية

سجل المشاركين في البطولات:
- الأردن : 2002، 2003، 2004، 2005، 2006، 2007، 2008، 2011 (8 مشاركات)
- تونس : 2003، 2004، 2006، 2007، 2008، 2011 (6 مشاركات)
- السعودية : 2002، 2003، 2004، 2005، 2007 (5 مشاركات)
- مصر : 2003، 2004، 2006، 2007، 2008، 2011 (5 مشاركات)
- الكويت : 2002، 2004، 2005، 2008، 2011 (5 مشاركات)
- سوريا : 2003، 2004، 2005، 2006، 2008 (5 مشاركات)
- لبنان : 2003، 2004، 2005، 2011 (4 مشاركات) - نادي الرياضي بيروت : 2006 (1 مشاركة)
- قطر : 2002، 2003، 2004، 2008 (4 مشاركات)
- البحرين : 2002، 2003، 2004، 2005 (4 مشاركات)
- الجزائر : 2003، 2006، 2011 (3 مشاركات)
- المغرب : 2002، 2003، 2004 (3 مشاركات)
- فلسطين : 2006، 2011 (2 مشاركة)
- الإمارات العربية المتحدة : 2003، 2004 (2 مشاركة)
- العراق : 2003 (1 مشاركة)
- ليبيا : 2004 (1 مشاركة)
- ماليزيا : 2002 (1 مشاركة)
- قبرص : 2008 (1 مشاركة) - تجمع نيقوسيا : 2007 (1 مشاركة)
- بيلاروس : 2011 (1 مشاركة)
- كوسوفو : 2006 (1 مشاركة)